# Diesbachia tamyris
Diesbachia tamyris är en insektsart som först beskrevs av John Obadiah Westwood 1859.  Diesbachia tamyris ingår i släktet Diesbachia och familjen Diapheromeridae. Inga underarter finns listade i Catalogue of Life.